# Order Wojskowy Włoch
Order Wojskowy Włoch (it. Ordine militare d'Italia) – najwyższe odznaczenie wojskowe Republiki Włoskiej, ustanowione pierwotnie jako Order Sabaudzki Wojskowy.

## Historia
Order powstał po przemianowaniu 2 stycznia 1947 roku Orderu Sabaudzkiego Wojskowego, który w latach 1815–1946 był najwyższym wojskowym odznaczeniem Królestwa Sardynii, a następnie Królestwa Włoch. Nie był nadawany do 9 stycznia 1956 roku, kiedy to został przywrócony pod oficjalną nazwą Orderu Wojskowego Włoch i otrzymał nowe statuty. Zmodernizowany po raz ostatni 15 marca 2010 roku.
Może być nadawany Włochom, cudzoziemcom i jednostkom wojskowym w czasie wojny i pokoju za szczególne zasługi dla obronności kraju i za czyny wyjątkowej odwagi. Wielkim mistrzem jest zawsze prezydent Republiki Włoskiej, a kanclerzem i skarbnikiem – minister obrony narodowej, na którego wniosek prezydent dokonuje nadań odznaczenia. Kapituła orderu składa się z przewodniczącego oraz pięciu członków, wybranych spośród odznaczonych z zachowaniem równych proporcji wszystkich rodzajów Włoskich Sił Zbrojnych.

## Podział na klasy
Podzielony jest na pięć klas:
- Kawaler Krzyża Wielkiego (Cavaliere di Gran Croce)
- Wielki Oficer (Grande Ufficiale)
- Komandor (Commendatore)
- Oficer (Ufficiale)
- Kawaler (Cavaliere)

| Sposoby noszenia insygniów |        |          |               |              |
| Baretki                    |        |          |               |              |
| Kawaler                    | Oficer | Komandor | Wielki Oficer | Krzyż Wielki |

## Wygląd
Insygnia orderu od 1956 roku to oznaka dla wszystkich klas i gwiazdy dla I i II klasy. Oznaką jest krzyż pizański, emaliowany obustronnie na biało. W emaliowanym na czerwono medalionie awersu znajdują się dwa skrzyżowane złote miecze, data ustanowienia poprzedniej wersji orderu "1855" i data ustanowienia republiki "1947", a w również czerwonym medalionie rewersu wstawiono litery "RI" (Repubblica Italiana) oraz napis "Al Merito militare" (Za zasługi wojskowe). Zawieszką oznaki w I, II i III klasie są wieńce laurowo-dębowe, w IV klasie trofeum w kształcie zbroi rycerskiej, a V klasa zawieszki nie posiada. Gwiazdy I (większa) i II klasy (mniejsza) są srebrne, ośmiopromienne, cyzelowane na kształt brylantów, i noszą na sobie awers oznaki.
Order noszony jest na niebieskich wstęgach orderowych z szerokim czerwonym paskiem pośrodku: I klasa na wielkiej wstędze (szarfie) przewieszanej z prawego ramienia na lewy bok, II i III klasa na wstędze na szyi, a klasy IV i V na wstążce na lewej piersi, w szeregu z innymi medalami.